# Боливарианские игры 1997
13-е Боливарианские игры проходили с 17 по 24 октября 1997 года в Арекипе (Перу). В соревнованиях приняли участие 1710 спортсменов из 6 стран. В церемонии открытия состоялась 17 октября 1997 года на стадионе «Монументаль де ла Универсидад Насьональ Сан-Агустин» в Арекипе. Игры были официально открыты перуанским президентом Альберто Кэнъя Фухимори. Факел нёс 70-летний бывший велосипедист Эрнан Льерене, который выиграл 4 золотые медали на Боливарианских играх 1947-48 годов и ещё одну золотую медаль на Боливарианских играх 1951 года.

## Страны-участницы
| - Боливия (324) - Колумбия (304) | - Эквадор (285) - Панама (103) | - Перу (488) - Венесуэла (491) |

В скобках — количество участников от тои или иной страны на играх.

## Виды спорта
- Водные виды спорта:
  -  Плавание
- Лёгкая атлетика
- Боулинг
- Баскетбол
- Бокс
- Альпинизм 1
- Велоспорт
- Конный спорт
- Фехтование
- Футбол 2
- Гимнастика:
  -  Спортивная гимнастика
- Дзюдо
- Карате
- Стрельба
- Софтбол
- Настольный теннис
- Теннис
- Таэквондо
- Волейбол
- Тяжёлая атлетика
- Борьба

1: Выставочное мероприятие.

2: В соревнованиях участвовали молодёжные сборные (U-17).

## Итоги Игр
| Место | Страна    | Золото | Серебро | Бронза | Всего |
| 1     | Венесуэла | 121    | 110     | 84     | 315   |
| 2     | Колумбия  | 119    | 93      | 75     | 287   |
| 3     | Перу      | 50     | 66      | 95     | 211   |
| 4     | Эквадор   | 24     | 37      | 73     | 134   |
| 5     | Боливия   | 4      | 5       | 24     | 33    |
| 6     | Панама    | 2      | 5       | 17     | 24    |
| Всего | Всего     | 320    | 316     | 368    | 1004  |